# 나이트 헌터 (1996년 영화)
《나이트 헌터》(Night Hunter)는 미국에서 제작된 릭 제이콥슨 감독의 1996년 액션, 드라마, 공포 영화이다. 돈 더 드래곤 윌슨 등이 주연으로 출연하였고 아쇽 암리트라즈 등이 제작에 참여하였다.

## 출연

### 주연
- 돈 더 드래곤 윌슨

### 조연
- 멜라니 스미스
- 니콜라스 게스트
- 시드 샴
- 마리아 포드

## 기타
- 공동제작: 돈 더 드래곤 윌슨
- 미술: 캐슬린 코츠
- 의상: 수잔 슈와저
- Ass-PD: 제임스 A. 홀트
- 배역: 제넷 톤디노
- 배역: 테드 워렌